# Konstantin Novosiolov
Konstantin Sergheevici Novosiolov (în rusă Константин Сергеевич Новосёлов) (n. 23 august 1974, Nijni Tagil, RSFS Rusă, URSS) este un fizician britanic de origine rusă, cunoscut mai ales pentru lucrările în studiul grafenului efectuate împreună cu profesorul Andre Geim, pentru care ambii au primit Premiul Nobel pentru Fizică în 2010. Novoselov este membru al grupului de cercetări în fizica mesoscopică de la Universitatea Manchester, ca Fellow al Royal Society.